# Chraštice
Chraštice (německy Groß Kraschtitz) jsou obec v okrese Příbram ve Středočeském kraji, asi 13 km jihovýchodně od Příbrami. Žije zde 244 obyvatel.

## Historie
První písemná zmínka o obci pochází z roku 1260.

## Obecní správa

### Části obce
- Chraštice (k. ú. Chraštice)
- Chraštičky (k. ú. Chraštice)

K obci patří také Hořice, Na Dole, V Touškovském Lese a Vargač (Varkač).
V letech 1850–1873 k obci patřily i Holušice a Sedlečko.
Sousedními obcemi sídla jsou Bukovany, Mirovice, Zalužany, Zbenice, Kozárovice a Svojšice.

### Územněsprávní začlenění
Dějiny územněsprávního začleňování zahrnují období od roku 1850 do současnosti. V chronologickém přehledu je uvedena územně administrativní příslušnost obce v roce, kdy ke změně došlo:
- 1850 země česká, kraj Plzeň, politický okres Březnice, soudní okres Mirovice[6]
- 1855 země česká, kraj Písek, soudní okres Mirovice
- 1868 země česká, politický okres Písek, soudní okres Mirovice
- 1939 země česká, Oberlandrat Tábor, politický okres Písek, soudní okres Mirovice[7]
- 1942 země česká, Oberlandrat Plzeň, politický okres Písek, soudní okres Mirovice[8]
- 1945 země česká, správní okres Písek, soudní okres Mirovice[9]
- 1949 Českobudějovický kraj, okres Písek[10]
- 1960 Středočeský kraj, okres Příbram
- 2003 Středočeský kraj, okres Příbram, obec s rozšířenou působností Příbram

### Členství ve sdruženích
Obec je členem MAS Podbrdsko z.s, jehož cílem  je rozvíjet venkovský region za pomoci dotací ze Strukturálních fondů EU z národních Operačních programů a dalších zdrojů.

## Společnost

### Rok 1932
V roce 1932 byly v obci (přísl. Chraštičky, Řeteč, 578 obyvatel) evidovány tyto živnosti a obchody: lékař, obchod s dobytkem, 5 hostinců, kolář, 2 kováři, krejčí, 2 obuvníci, pohřební ústav, 2 pojišťovací jednatelství, pokrývač, porodní asistentka, 3 řezníci, sadař, sedlář, 4 obchody se smíšeným zbožím, Spořitelní a záložní spolek pro Chraštice, Spořitelní a záložní spolek Vzájemnost, 2 švadleny, 3 tesařští mistři, 3 trafiky, truhlář, velkostatek, 3 zedničtí mistři.

## Pamětihodnosti
- Z bývalé tvrze ze 14. století zachována pouze budova bývalého hostince s původními klenbami a černou kuchyní.
- Kostel Nanebevzetí Panny Marie
- U fary socha sv. Jana Nepomuckého
- Na hřbitově je klasicistní náhrobek s balustrádou a sousoším z roku 1789, zvaný jako Chraštická plačkaKostel Nanebevzetí Panny Marie

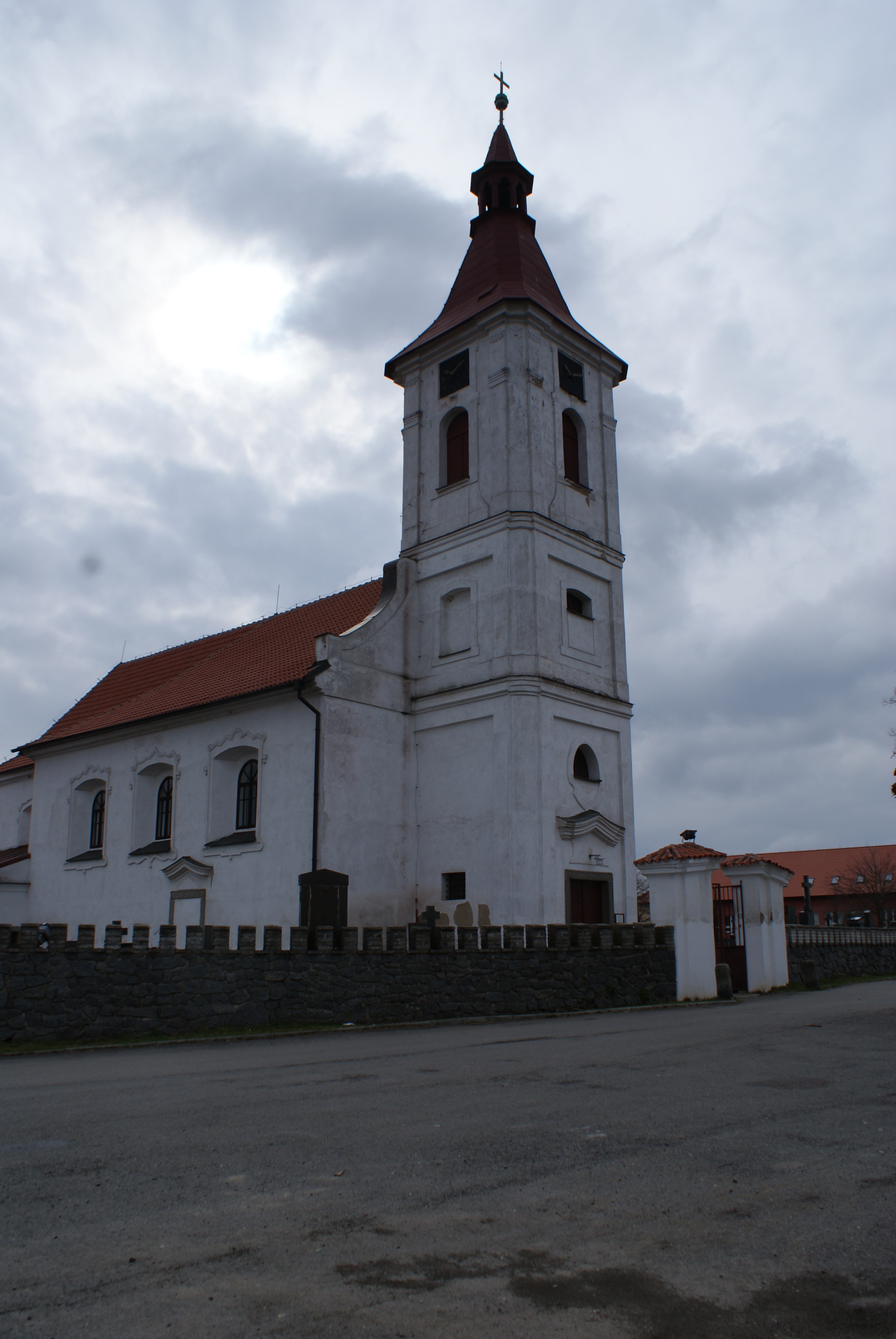
Kostel Nanebevzetí Panny Marie

## Doprava

### Dopravní síť
Do obce vedou silnice III. třídy. Okolo obce vede silnice I/4 Praha – Strakonice – Vimperk – Strážný (nově budovaná dálnice D4). Železniční trať ani stanice či zastávka na území obce nejsou. 

### Autobusová doprava 2024
Autobusovou dopravu v obci Chraštice zajišťují společnosti Arriva Střední Čechy, ČSAD AUTOBUSY České Budějovice, ŠVARCTRANS s.r.o. a Jan Kukla Praha s.r.o. Obec je součástí Pražské integrované dopravy (PID). Pod obec spadají zastávky Chraštice, Chraštice,na dole, Chraštice,Chraštičky, Chraštice,Chraštičky,u kapličky a Chraštice,Chraštičky,Varkač. Chrašticemi vedou autobusy linek 488 a 511 a Chraštičkami také autobusy linek 407, 132400, 370701, 370703 a 380904. Linka 407 spojuje Prahu s Milínem, Chraštičkami, Zalužany, Lety, Čimelicemi a Pískem. Linka 488 začíná v Příbrami a pokračuje přes Milín, Chraštice, Mirovice, Čimelice a Mirotice až do Písku, přičemž obsluhuje i další obce a vesnice na své trase. Linka 511 zajišťuje spojení se Svojšicemi, Tušovicemi, Starosedlským Hrádkem, Horčápskem, Tochovicemi, Ostrovem, Lazskem, Milínem, Lešeticemi a Příbramí. V opačném směru míří do Nestrašovic a Březnice a projíždí dalšími vesnicemi na trase. Linka 132400 spojuje Prahu s Chraštičkami, Kozárovicemi, Orlíkem nad Vltavou, Probulovem, Varvažovem, Zvíkovským Podhradím, Kostelcem nad Vltavou, Hrejkovicemi, Zbelítovem, Milevskem, Bernarticemi, Bechyní a Týnem nad Vltavou, přičemž také obsluhuje další obce a vesnice na své trase. Linka 370701 spojuje Prachatice, Husinec, Vlachovo Březí, Volyni, Strakonice, Čimelice a Milín s Prahou, přičemž taktéž obsluhuje další obce na své trase. Linka 370703, která vyjíždí ze Strážného a pokračuje ve směru Lenora, Volary, Prachatice, Strunkovice nad Blanicí, Bavorov, Vodňany, Protivín, Písek, Čimelice, Milín a Praha, přičemž obsluhuje i další obce na své trase. Autobusová linka 380904 spojuje Prahu s Vodňanami a na své trase obsluhuje také Chraštičky, Zalužany, Čimelice, Písek a Protivín.

## Turistika
Obcí vede turistická trasa  Milín – Podholušice.